# Renard polaire
Vulpes lagopus
Pour les articles homonymes, voir Renard (homonymie) et Alopex.
Espèce
Répartition géographique
Statut de conservation UICN

 LC  : Préoccupation mineure
Synonymes
- Canis lagopus Linnaeus, 1758 (Protonyme)
- Alopex lagopus (Linnaeus, 1758)
- Canis fuliginosus Bechstein, 1799
- Canis groenlandicus Bechstein, 1799
- Vulpes arctica Oken, 1816
- Vulpes hallensis Merriam, 1900
- Vulpes pribilofensis Merriam, 1903
- Vulpes beringensis Merriam, 1903

Le Renard polaire (Vulpes lagopus) ou Renard arctique ou bien Renard isatis ou Isatis ou encore Renard bleu, mammifère de la famille des canidés, est un renard natif des régions arctiques qui comprend au moins quatre sous-espèces et qui a fait l'objet d'élevage pour sa fourrure durant l'entre-deux-guerres.

## Dénominations
- Nom scientifique valide : Vulpes lagopus (Linnaeus, 1758)[1].
- Nom normalisé anglais : Artic fox[2]
- Noms typiques en français : Renard polaire (UICN)[2], Isatis (UICN)[2]
- Noms vulgaires : Renard arctique, Renard Isatis, Renard bleu
- Noms vernaculaires, pouvant désigner d’autres espèces : Renard

## Répartition

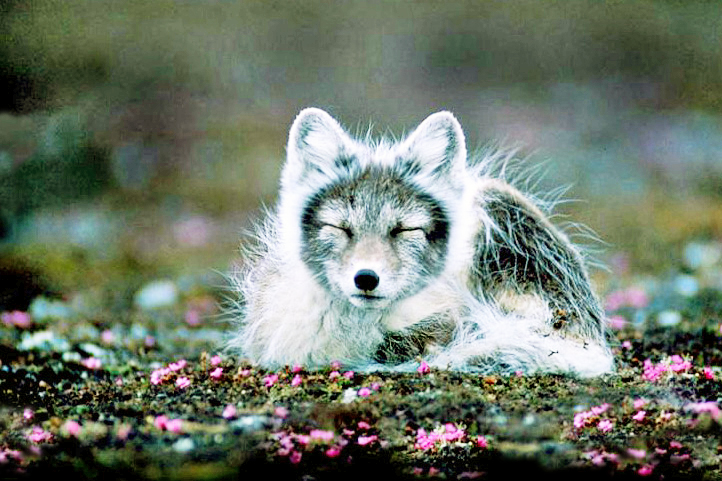
Renard polaire, perdant sa dernière toison d'hiver.

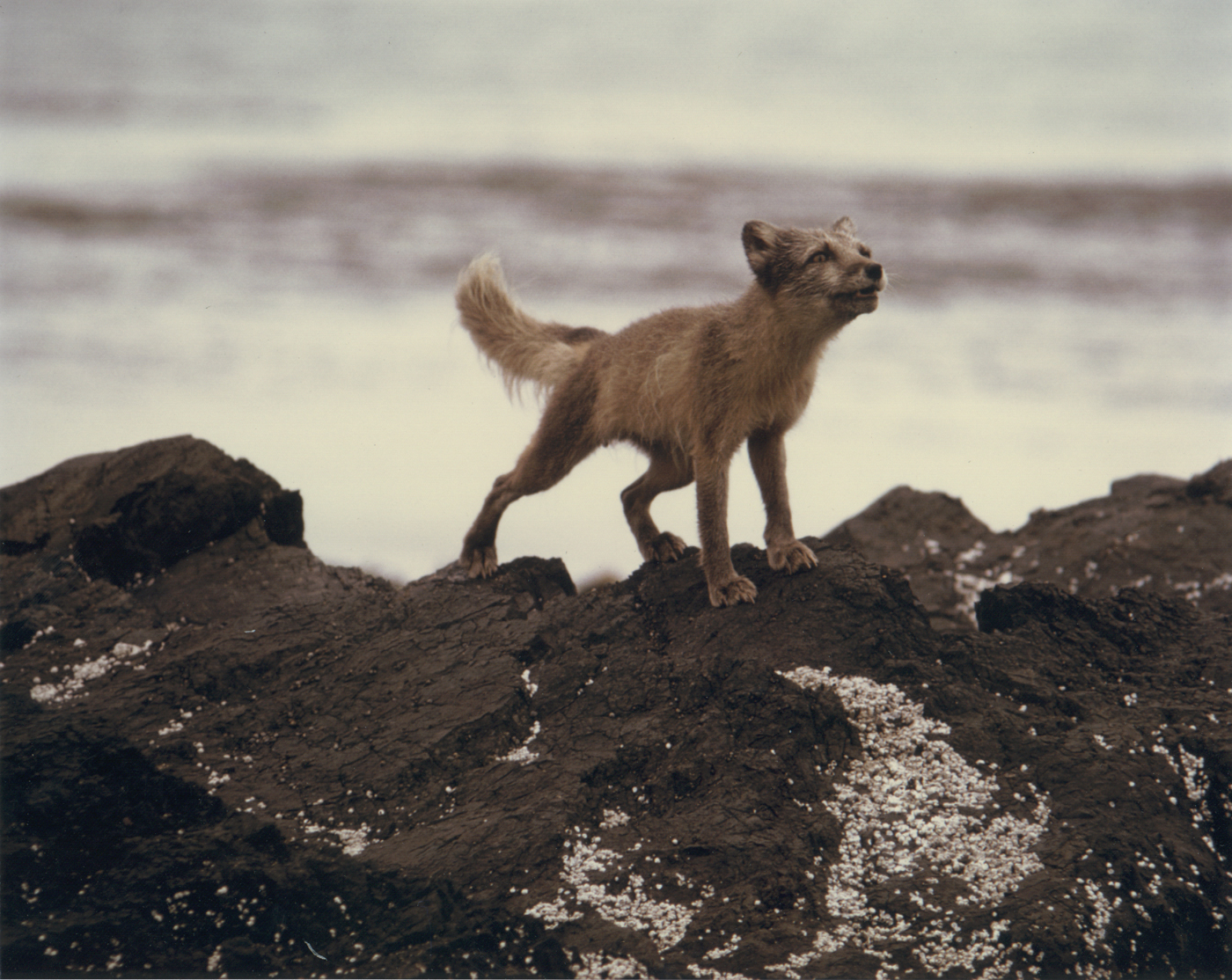
Sur l'île de Nizki (attitude de crainte et défense).

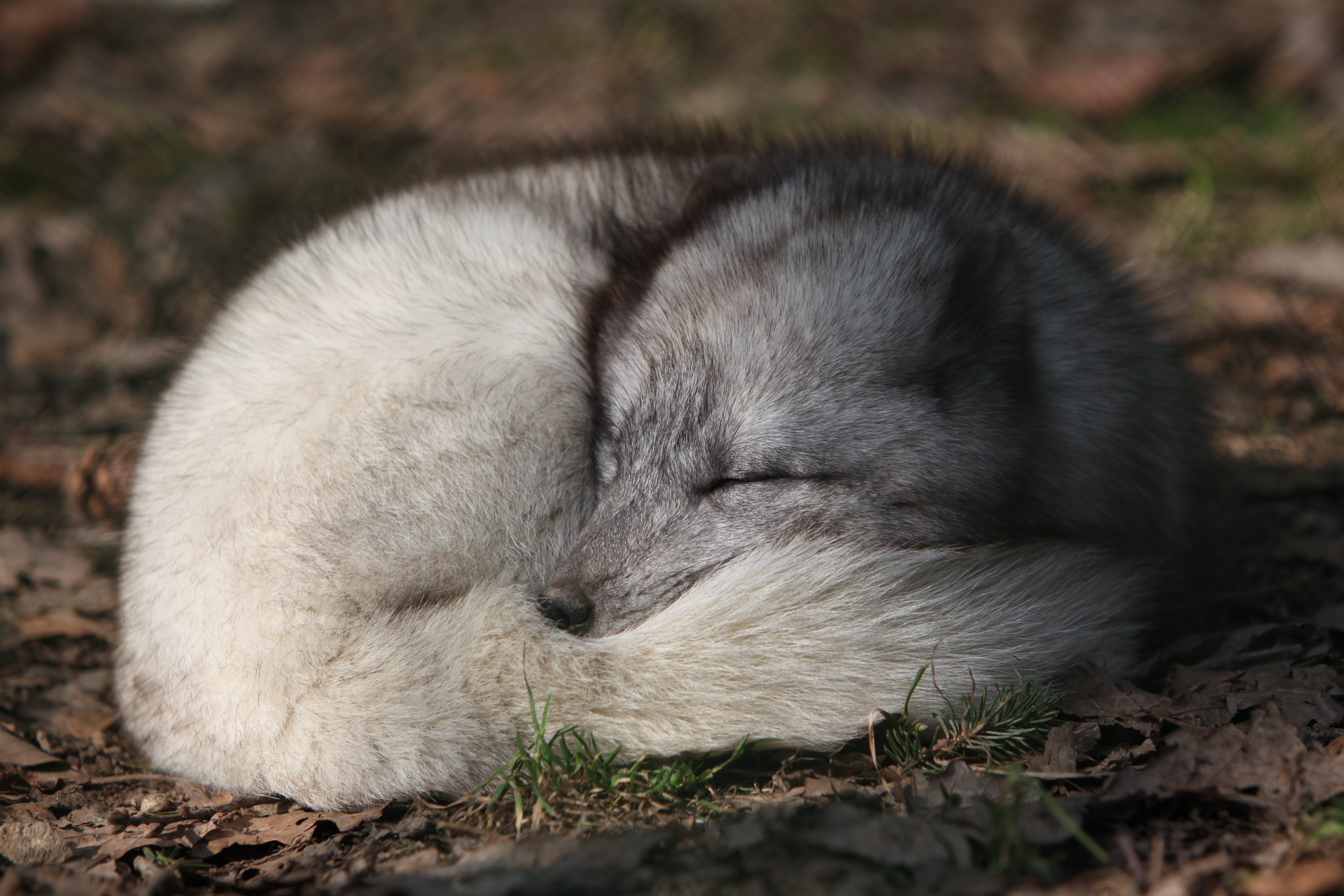
En captivité (attitude de sommeil).

La répartition contemporaine est circumpolaire mais il semble, au vu des ossements trouvés par les paléontologues, qu'il ait pu vivre, dans les millénaires qui ont suivi la dernière glaciation, avec le renard roux jusqu'en Belgique et en France, avec le lion des cavernes et des hyènes.
Les renards polaires sont présents actuellement dans l'ensemble de l'Arctique, à savoir au Groenland, en Russie, au Canada, en Alaska, au Svalbard, en Islande et dans les Alpes scandinaves. Le statut de conservation du renard polaire à l'UICN est bon (préoccupation minimale), à l'exception de la Scandinavie. Le renard polaire est par ailleurs le seul mammifère natif d'Islande. Il est venu sur cette île isolée de l'Atlantique Nord à la fin de la dernière glaciation en marchant sur la mer gelée.
Le nombre de renards polaires tend à varier dans un cycle correspondant à la population de lemmings, l'une de leurs principales proies. En revanche, comme les renards se reproduisent très rapidement et meurent souvent jeunes, ils sont peu sensibles aux effets de la chasse. Ils ont toutefois été exterminés dans plusieurs zones où les humains se sont établis.
Le renard polaire est en train de perdre du terrain au profit du renard roux, plus grand. Historiquement, le loup gris a maintenu la population du renard roux à un niveau assez bas. L'extermination du loup gris dans de nombreuses régions a permis à la population de renards roux de grandir et ces derniers ont repris la niche du grand prédateur. Dans certaines régions du nord de l'Europe, des programmes autorisent la chasse du renard roux dans les anciennes zones de peuplement des renards polaires.
Les renards polaires utilisent leur queue pour protéger leur museau du froid.

## Description
Plus petit que son cousin le renard roux, il mesure entre cinquante centimètres et un mètre et pèse environ cinq kilogrammes. Ses oreilles sont plus petites que celles du renard roux et son museau est plus court.
Le renard polaire est le seul canidé à présenter un dimorphisme saisonnier. Sa fourrure lui permet de limiter la déperdition thermique, un atout qui lui est vital étant donné son environnement polaire. Sa fourrure blanche en hiver lui permet de mieux se fondre dans le décor neigeux de son habitat. En été, son pelage est brun foncé. Il se sert de sa longue queue pour recouvrir son museau et ses pattes lorsqu'il dort. Son espérance de vie en liberté est de dix à quinze ans. Il se nourrit essentiellement de petits animaux qu'il repère grâce à son ouïe fine comme les lemmings ou les lièvres polaires, les oiseaux et leurs œufs. Il s’approvisionne aussi sur les carcasses de phoques et de rennes laissées par les ours blancs et les loups.
La fourrure du renard polaire est très efficace contre les déperditions de chaleur, ce qui explique pourquoi il a été chassé par l'Homme pour faire des manteaux. Elle est capable de le protéger contre des températures extérieures pouvant descendre jusqu'à -45°C. Les renards polaires ont aussi pour habitude de se protéger en se roulant en boule, plaçant leurs pattes et leur tête sous leur corps et derrière leur queue, la position qui donne à leur corps le plus faible rapport entre la surface exposée et son volume,.
Bien qu'ils n'hibernent pas, ils tendent à se protéger des vents d'hiver en restant dans leurs terriers,. Ils se créent des réserves de graisse durant l'automne, augmentant parfois leur masse de plus de 50%. Cela isole mieux leur corps durant l'hiver et leur fournit une réserve d'énergie.

## Reproduction

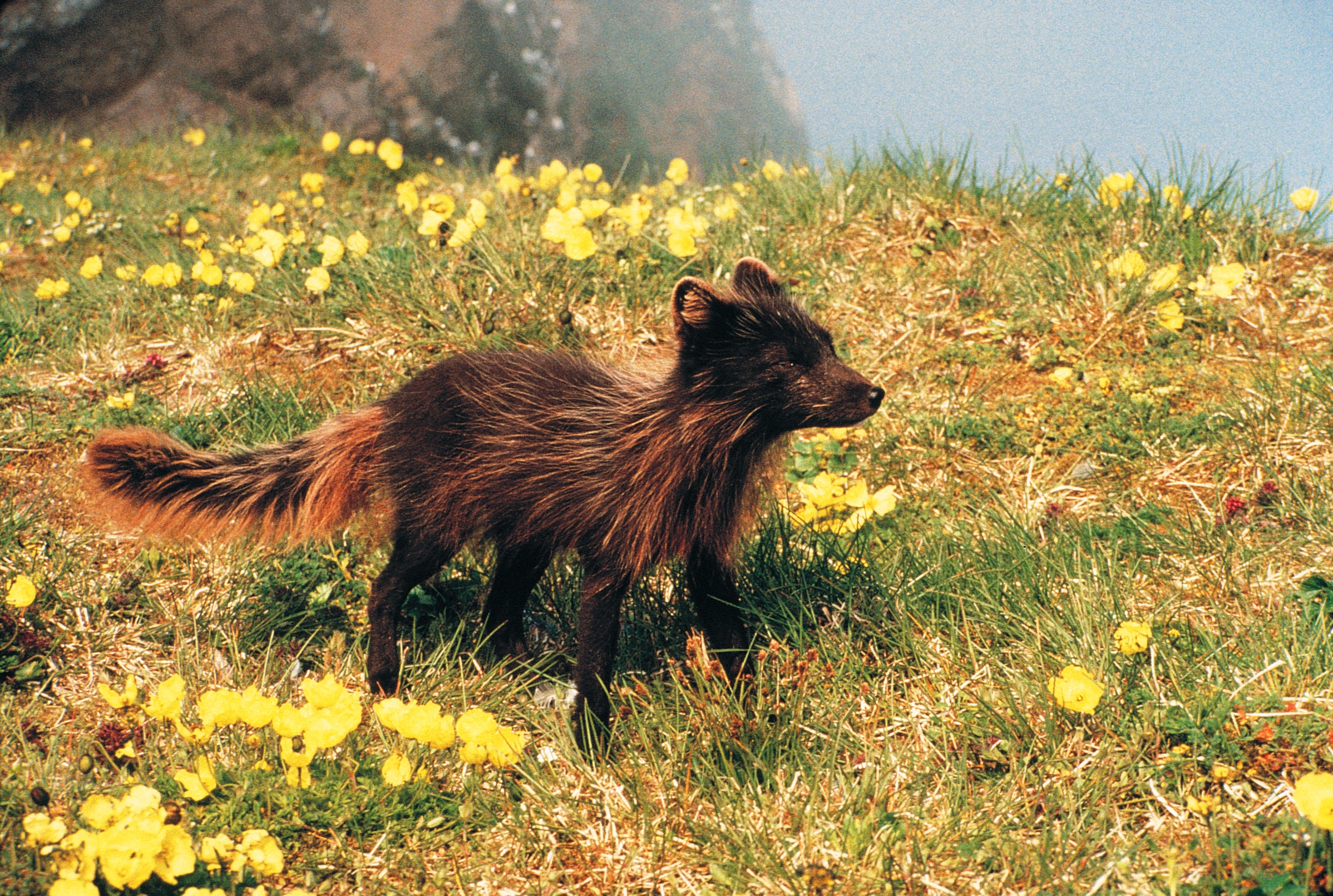
Pelage d'automne.

La période de reproduction des renards polaires va de début mars ou en avril. Ils forment des couples monogames durant cette période. La période de gestation dure 52 jours. Les portées sont en moyenne de six ou sept renardeaux, mais peuvent monter jusqu'à onze. Le mâle et la femelle participent à l'éducation des renardeaux dans un terrier. Les femelles quittent ensuite la famille pour former leurs propres groupes, tandis que les mâles restent avec la famille.

## Alimentation

Un renard arctique (en pelage d'été) avec un saumon.

Les renards arctiques se nourrissent généralement de tous les petits animaux qu'ils peuvent trouver, tels que lemmings, campagnols et autres rongeurs, lièvres, oiseaux, oeufs, poissons et charognes. Ils se nourrissent aussi des carcasses laissées par des prédateurs de plus grande taille, tels que les loups et les ours polaires, et peuvent même en période de pénurie manger leurs déjections.Dans les zones où ils sont présents, les lemmings sont leur proie la plus fréquente, et une famille de renards peut manger des douzaines de lemmings chaque jour.
Dans certaines zones du Nord du Canada, les renards peuvent tirer une part importante de leur alimentation d'une grande abondance saisonnière d'oiseaux migrateurs qui viennent se reproduire dans la zone. Sur la côte de l'Islande et dans d'autres iles, leur nourriture se compose essentiellement d'oiseaux. Pendant les mois d'avril et de mai, le renard arctique s'attaque aussi aux petits des phoques annelés, lorsque les jeunes animaux ne peuvent pas sortir de leur tanière de neige et sont relativement sans défense. Les renards se nourrissent également de baies et d'algues, de sorte qu'on peut les considérer comme omnivores. Le renard arctique est un prédateur important des œufs des oiseaux, mangeant tous les œufs sauf ceux des plus gros oiseaux de la toundra.

## Taxonomie
Le renard polaire appartient au genre Vulpes. Ce genre comprend 12 espèces de renards répartis dans le monde. Le plus proche cousin du renard polaire est le renard nain qui vit aux Etats-Unis et au Mexique. Ces deux espèces ont divergé il y a moins d'un million d'années (contre 3,7 millions d'années pour le reanrd roux par exemple).
Le renard polaire a d'abord été décrit sous le nom de Canis lagopus par Carl Linnaeus en 1758. Il a ensuite été décrit sous le nom de Alopex lagopus avant que la génétique ne le classe définitivement dans le genre Vulpes.

## Espèce-ingénieure, effets écopaysagers
On avait déjà montré que l’environnement est beaucoup plus productif autour des tanières de castors et de leurs barrages. Une grande partie des tourbières de la toundra et des boisements du grand nord n’existeraient pas sans ces castors qui stockent l’eau pour l’été.
Plus au nord, le renard arctique crée aussi des « oasis de nature ». Ces taches sont visibles d’avion dans le parc national Wapusk (Canada) ; chaque tanière de renards est surplombée et entourée d’une tache de végétation beaucoup plus luxuriante qu’aux alentours (2,8 fois plus de biomasse végétale en aout). Sans doute parce que là, les lemmings (Dicrostonyx et Lemmus spp.) et les campagnols (Microtus et Myodes spp.) y sont mieux régulés par leur prédation. Le lemming ayant un cycle pluriannuel de pullulation, le renard arctique consomme en été durant les années à faible densité de lemmings, plus d’oies et d’œufs ainsi que les petits du phoque annelé (Phoca hispida) et des carcasses de phoques ou de saumons tués par les ours (Ursus maritimus) pendant l'hiver.
Autour de chaque tanière, le sol reçoit ainsi plus d’excréments et d’urine riches en nutriments. La décomposition de restes des proies enrichit aussi le milieu (en phosphore, magnésium notamment). Autour de la tanière, le sol est en août ainsi enrichi en azote inorganique (71 % de plus) et en phosphore biodisponible (+1195 %) et même si le niveau d'azote inorganique diminue de juin à août, le phosphore biodisponible augmente durant cette période.
Chaque portée compte jusqu’à 8 à 10 renardeaux, mais ne laissera que quelques survivants en fin d'hiver suivant. Cependant les parents chassent activement pour nourrir cette portée.
Les renards - comme les castors - apparaissent ainsi fournir un service écosystémique qui avait été mal évalué et être également une « espèce-ingénieur ». Les taches vertes ainsi entretenues dans le paysage influencent ensuite la répartition d’autres espèces et tout l’écosystème de la toundra, notamment car les renards évitent les zones engorgées ou inondables et choisissent des crêtes, talus, monticules ou moraines pour y faire leur tanière.
Cet effet positif persiste au moins plus d’un an après la disparition d’une famille de renards arctiques.
Le réchauffement fait reculer le renard arctique au profit du renard roux (Vulpes vulpes).

## Élevage
Des renards sont actuellement élevés dans des "fermes" pour leur fourrure, passant leur vie dans des cages en grillage minuscules, s'auto-mutilant et présentant de nombreux signes de stress.[réf. nécessaire]

## Liste des sous-espèces
- Renard polaire de l'Île Béring, Vulpes lagopus beringensis (Merriam, 1902).
- Renard polaire d'Islande, Vulpes lagopus fuliginosus (Bechstein, 1799).
- Vulpes lagopus lagopus (Linnaeus, 1758).
- Renard polaire des Îles Pribilof, Vulpes lagopus pribilofensis (Merriam, 1902).

## Statut de protection
Le renard polaire, abondant et dont le nombre est stable bien que variable en fonction du nombre de lemmings, n'est pas considéré par l'Union internationale pour la conservation de la nature (UICN) comme étant une espèce menacée.